# Aleksandar Bojić
Aleksandar Bojić (in serbo Александар Бојић?; Belgrado, 28 luglio 1981) è un ex cestista serbo.